# Jamel McLean
Jamel McLean, né le 14 avril 1988, à New York, aux États-Unis, est un joueur américain de basket-ball. Il évolue aux postes d'ailier fort et de pivot.

## Palmarès
- Coupe d'Italie 2016
- MVP du championnat d'Allemagne 2015
- All-BBL First Team 2015